# Shimogamohigashi-dōri
Le Shimogamohigashi-dōri (下鴨東通, Shimogamohigashi-dōri) est une voie de l'est de Kyoto, dans l'arrondissement de Sakyō. Orientée nord-sud, elle commence au pont Uma et termine au pont Kawai, avant le delta du fleuve Kamo. Elle longe le fleuve Takano (en) sur sa rive ouest. Avec le Shimogamonishi-dōri, le Shimogamonaka-dōri et le Shimogamohon-dōri, elle fait partie des quatre rues de Shimogamo (ja).

## Description

### Situation

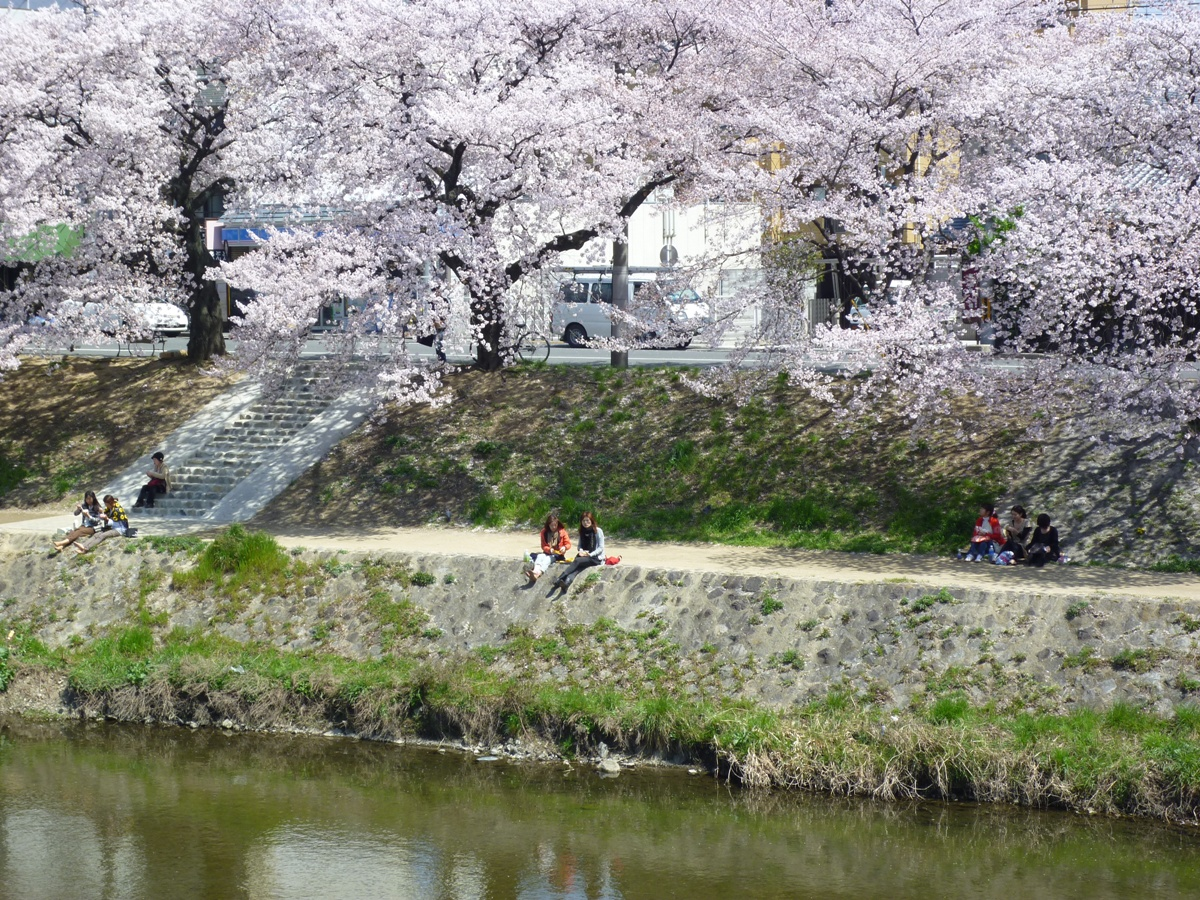
Le fleuve Takano vu depuis Shiomgamohigashi-dōri.

Shimogamohigashi-dōri est une rue du centre de l'arrondissement de Sakyō. Elle commence au pont Uma (馬橋),, dans le quartier Matsugasakikotakeyabu-chō (松ケ崎小竹藪町). Elle termine au pont Kawai (河合橋) dans le quartier Shimogamomiyagawa-chō (下鴨宮河町),,, près du delta du fleuve Kamo, à la confluence du Kamo et du fleuve Takano (en). Elle longe sur toute sa longueur le fleuve Takano (en) et traverse l'est des secteurs de Shimogamo et de Matsugasaki (ja). Elle suit Kawabata-dōri (ja) (川端通), sur l'autre rive du Takano, à l'est, et précède Matsugasaki-dōri (ja) (松ヶ崎通) et Shimogamohon-dōri (下鴨本通) à l'ouest.
Plusieurs ponts permettent de franchir le Takano depuis Shimogamohigashi-dōri ; le pont Uma (馬橋), le pont Hokusen du Takano (高野川北泉橋), le pont piétonnier de Matsugasaki (松ヶ崎人道橋), le pont Takano (高野橋), le pont Tadekura (蓼倉橋), le pont Mikage (御蔭橋) et le pont Kawai (河合橋).

Quelques ponts commençant à Shimogamohigashi-dōri
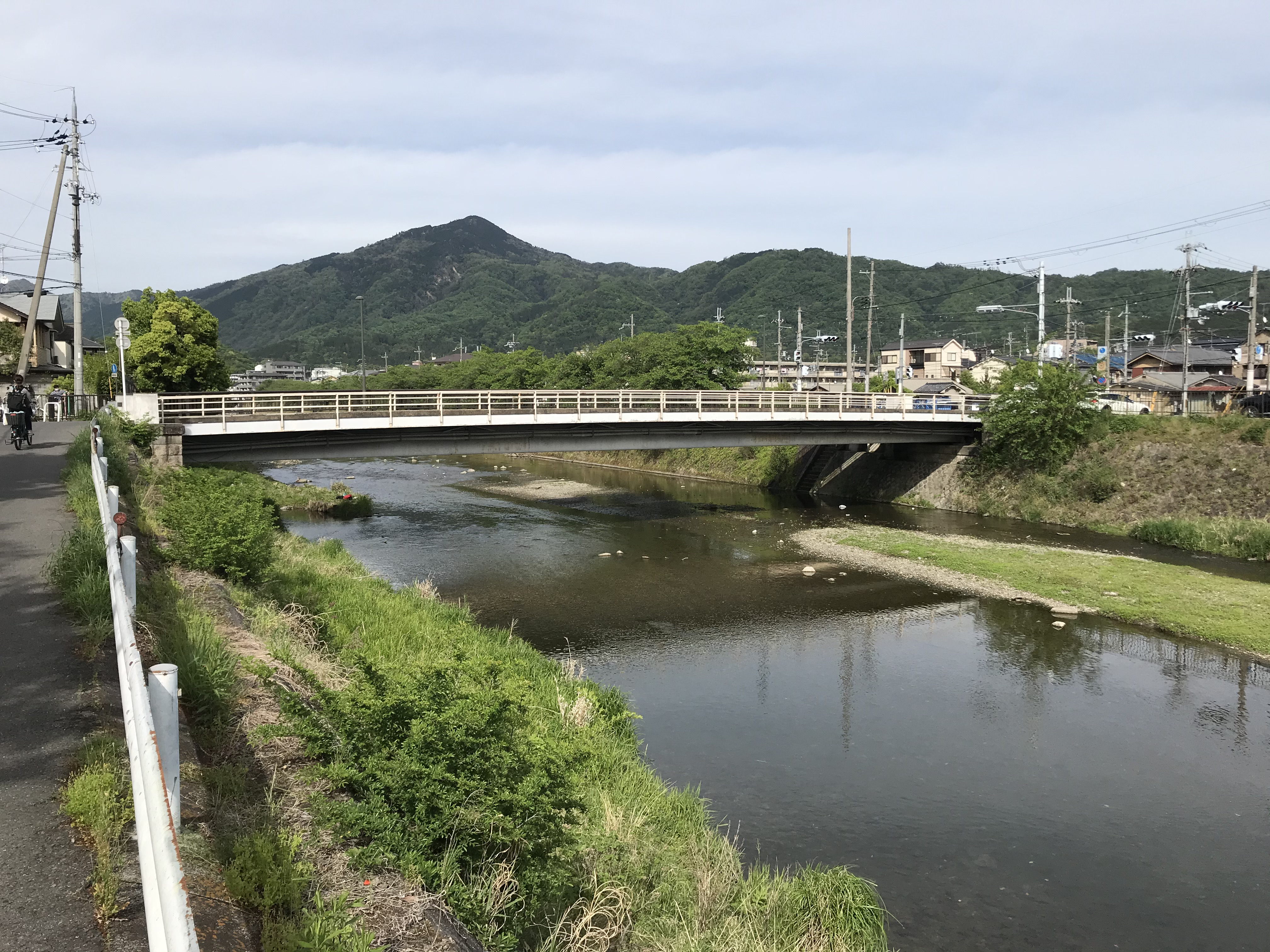
Pont Uma
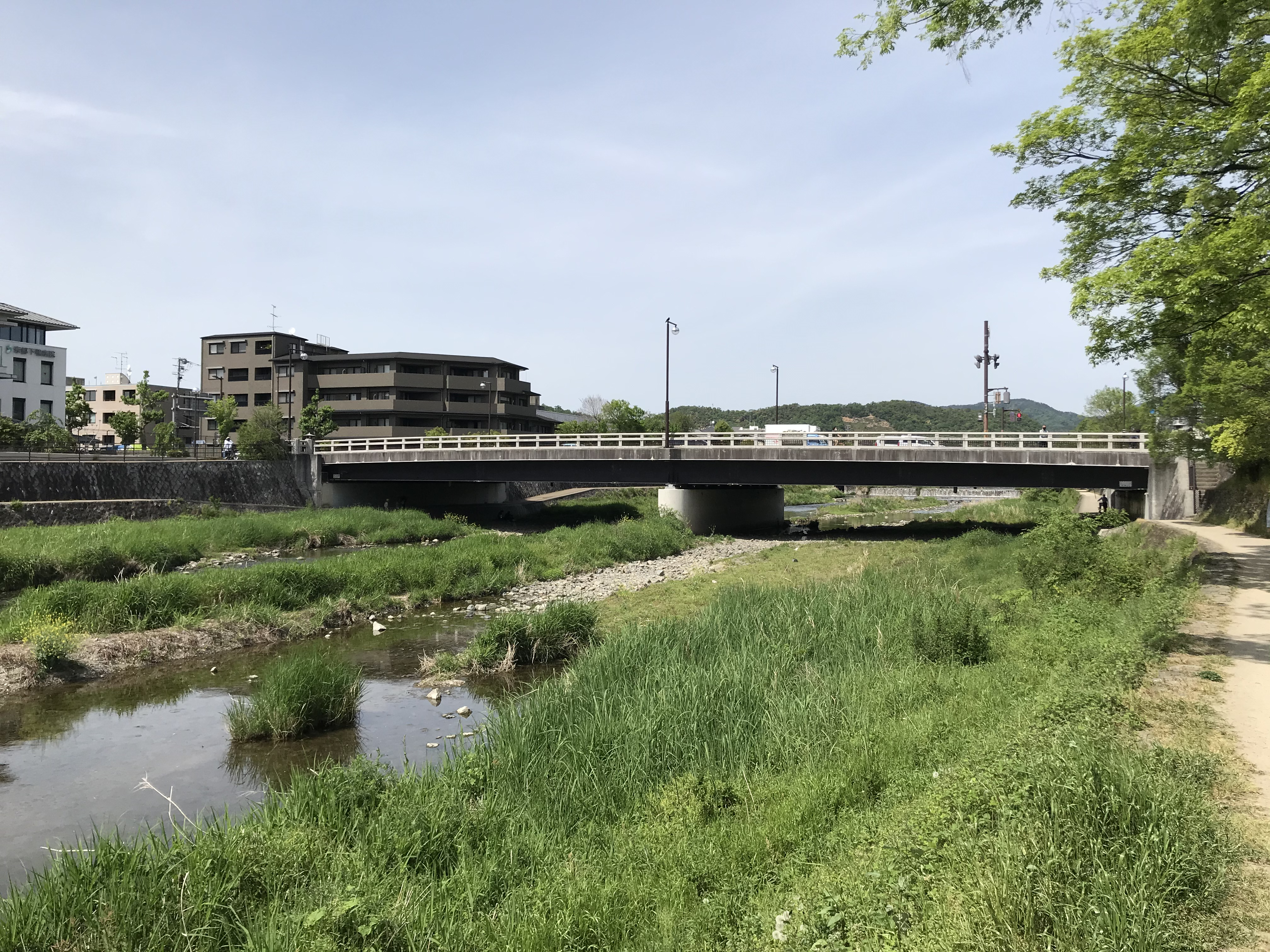
Pont Takano
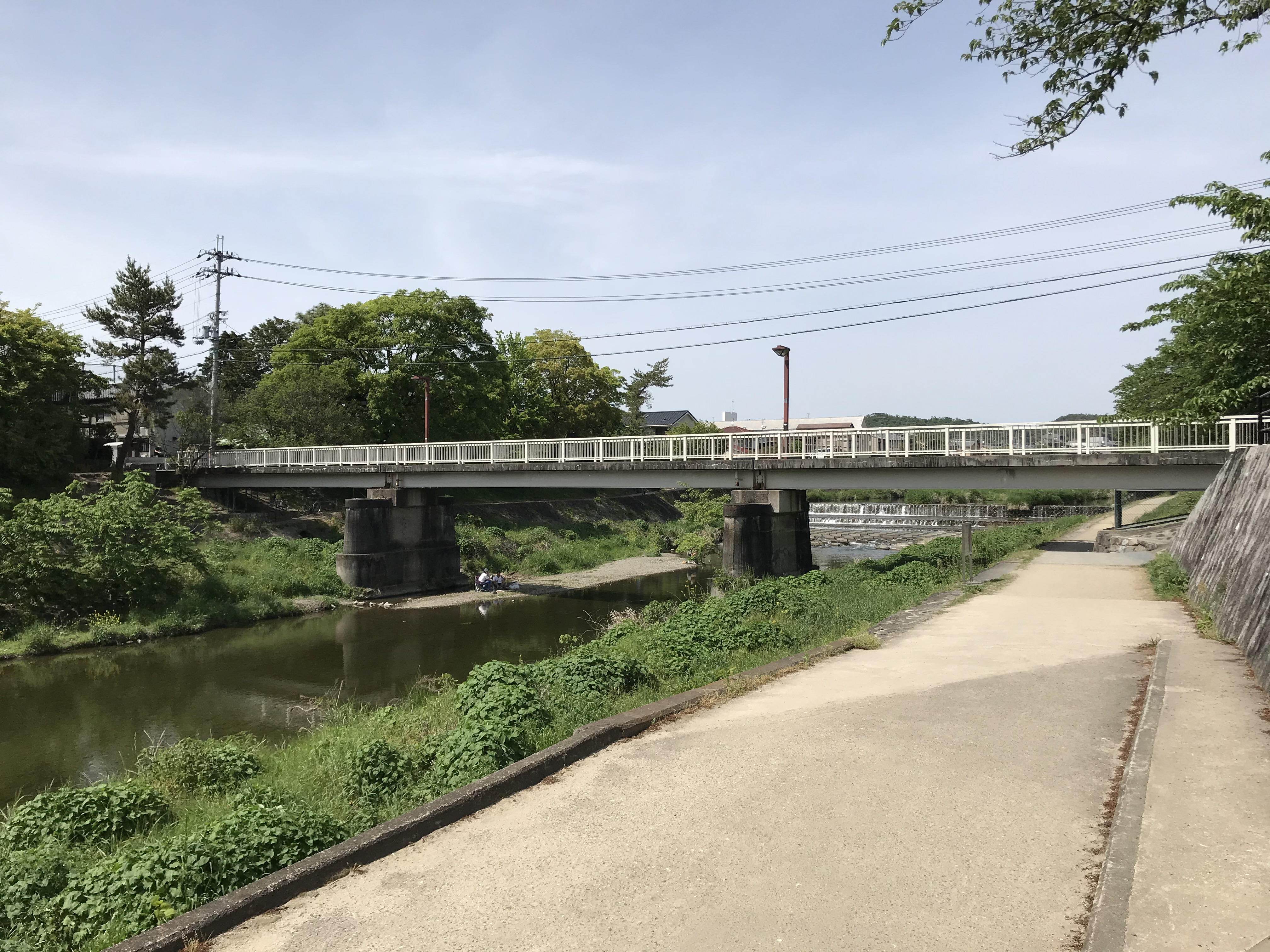
Pont Tadekura
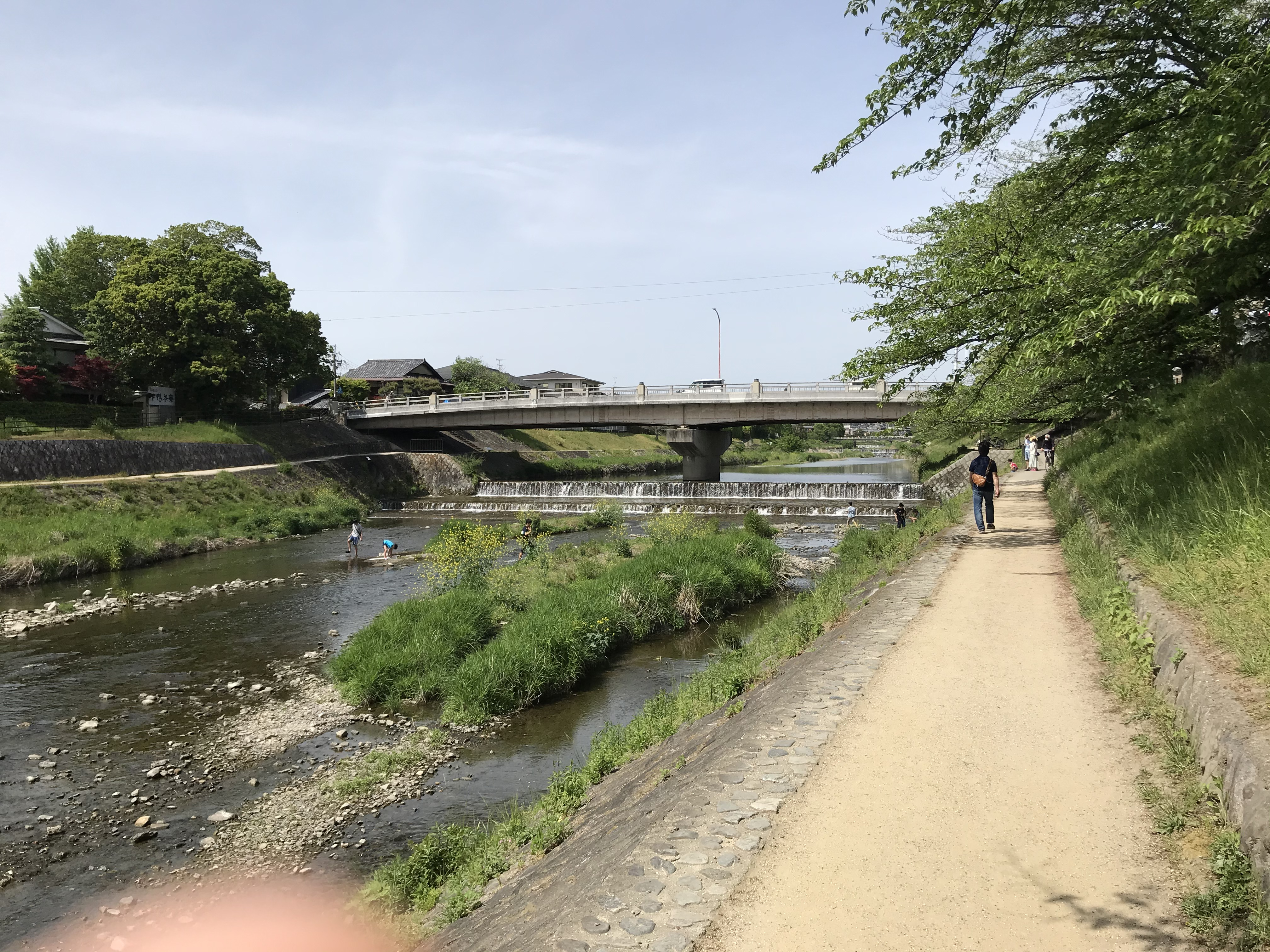
Pont Mikage

Selon certaines sources, la rue commencerait à Kitaōji-dōri ou encore au canal du lac Biwa,. La circulation se fait dans les deux sens, mais la chaussée est parfois trop étroite pour une circulation simultanée dans les deux sens. La rue fait environ 2 380 mètres de long. La largeur est située entre 6,1 et 13,02 mètres.

### Voies rencontrées
Du nord au sud, en sens unique. Les voies rencontrées de la droite sont mentionnées par (d), tandis que celles rencontrées de la gauche, par (g). Seules les rues ayant un nom sont listées,.
1. Hokusen-dōri (ja) (北泉通)
2. (d) Shirakawasosui-dōri (白川疎水通) / Kitashirakawasosui-dōri (北白川疎水通)
3. Kitaōji-dōri (北大路通)
4. (g) Higashikuramaguchi-dōri (ja) (東鞍馬口通)
5. Mikage-dōri (ja) (御蔭通)[4]
6. Yanagi-dōri (柳通)

### Transports en commun
Les bus du réseau d'autobus de Kyoto (ja) ne circulent pas sur la rue. Les arrêts les plus proches sont Shin-Aoibashi (新葵橋, lignes 1, 4, 205), au carrefour de Shimogamonishi et Shimogamohon, Takagi-chō (高木町, lignes 204, 206, Nord8), au carrefour de Matsugasaki et Kitaōji, et Bureau d'arrondissement de Sakyō/Université des arts et techniques de Kyoto (左京区総合庁舎・京都工芸繊維大学前, ligne 65), sur Hokusen-dōri.

## Odonymie

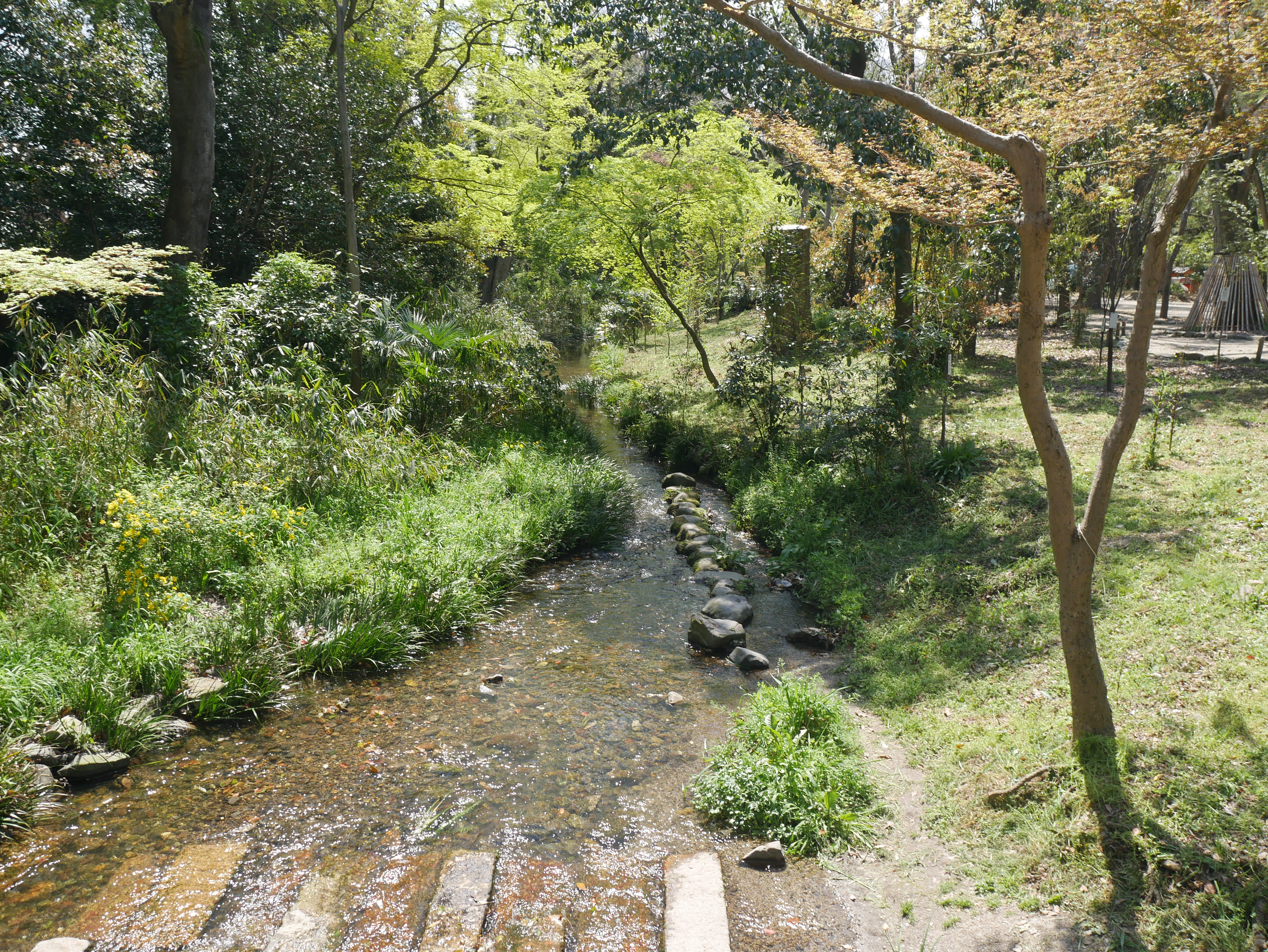
La rivière Izumi.

Le nom de la rue signifie « Shimogamo (下鴨) est (東) », en référence à sa position dans le secteur éponyme, lui-même venant du sanctuaire shinto Shimogamo-jinja. À son inauguration, la rue était aussi appelée « Izumigawa-dōri » (泉川通), du nom de la rivière du même nom qui coulait dans l'enceinte du sanctuaire Shimogamo,.

## Histoire
Shimogamohigashi-dōri est une voie récente de Kyoto, étant seulement apparue durant l'ère Taishō (1912-1926).

## Patrimoine et lieux d'intérêt

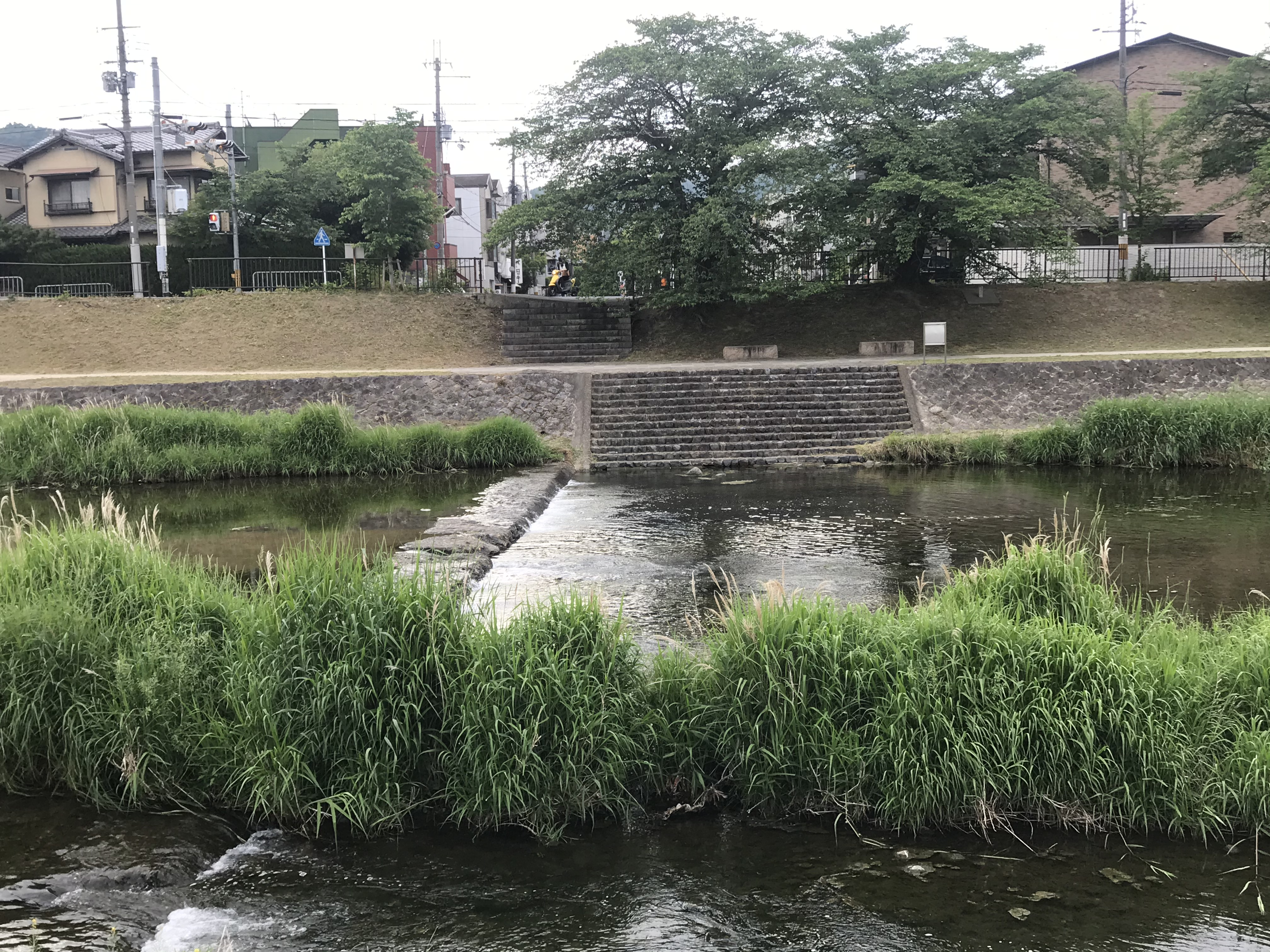
Ruines du canal du lac Biwa.

Au nord, la voie d'eau Shirakawa (白川疎水) du canal du lac Biwa se jette dans le Takano à partir de la rue, et on trouve des ruines d'anciens aménagements pour controler le débit d'eau.
La rue est située dans un secteur principalement résidentiel, et quelques petites ruelles commencent à l'est de la rue pour mener directement au fleuve Takano. Au carrefour avec Kitaōji se trouve l'hôpital de Shimogamo (下鴨病院). La rue croise ensuite le pont Tadekura, qui permet à Higashikuramaguchi-dōri de franchir le fleuve et de rejoindre Kawabata-dōri. On trouve ensuite le lycée Shimogamo (ja) (京都市立下鴨中学校) du côté ouest, auquel est adossé l'école d'anglais Saeki (佐伯英語教室). Au sud-est se trouve le petit temple Myōsei-ji (妙誓寺), de construction récente, car les terres de Shimogamo appartenait auparavant en exclusivité au sanctuaire Shimogamo. Plus loin se trouve le dortoir d'urgence d'Izumigawa A (泉川待機宿舎A棟) pour héberger les membres de la police de Kyoto (ja). 
Au nord de Mikage-dōri se trouve les bureaux de Kyoto de l'organisation shinto Mutsumi-kai (むつみ会). Au sud de Mikage-dōri, côté est, se trouve le restaurant de cuisine traditionnelle de Kyoto Shimogamo Saryō (下鴨茶寮), fondé en 1856. Quelques centaines de mètres plus au sud, Shimogamohigashi-dōri rejoint le chemin d'approche du sanctuaire shinto Shimogamo-jinja. Au sud du sanctuaire se trouve l'ancienne résidence de la famille Mitsui (en) (旧三井家下鴨別邸), datant de l'ère Taishō (1912-1926) et qui a été enregistré bien culturel. À l'extrême sud, dans le delta du Kamo, se trouve le parc du fleuve Kamo (鴨川公園), inauguré entre 1939 et 1940,.

Quelques lieux d'intérêts
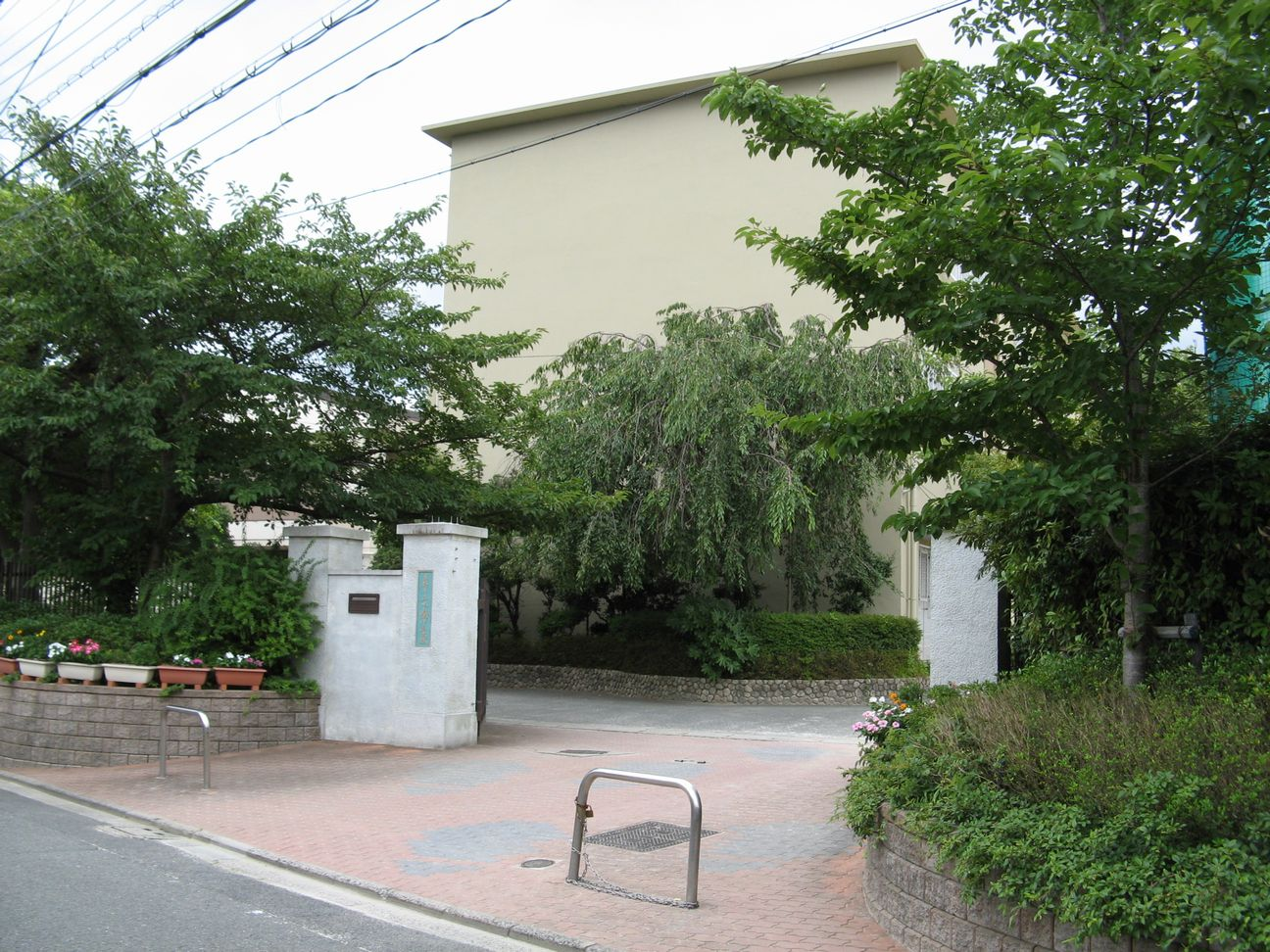
Lycée Shimogamo
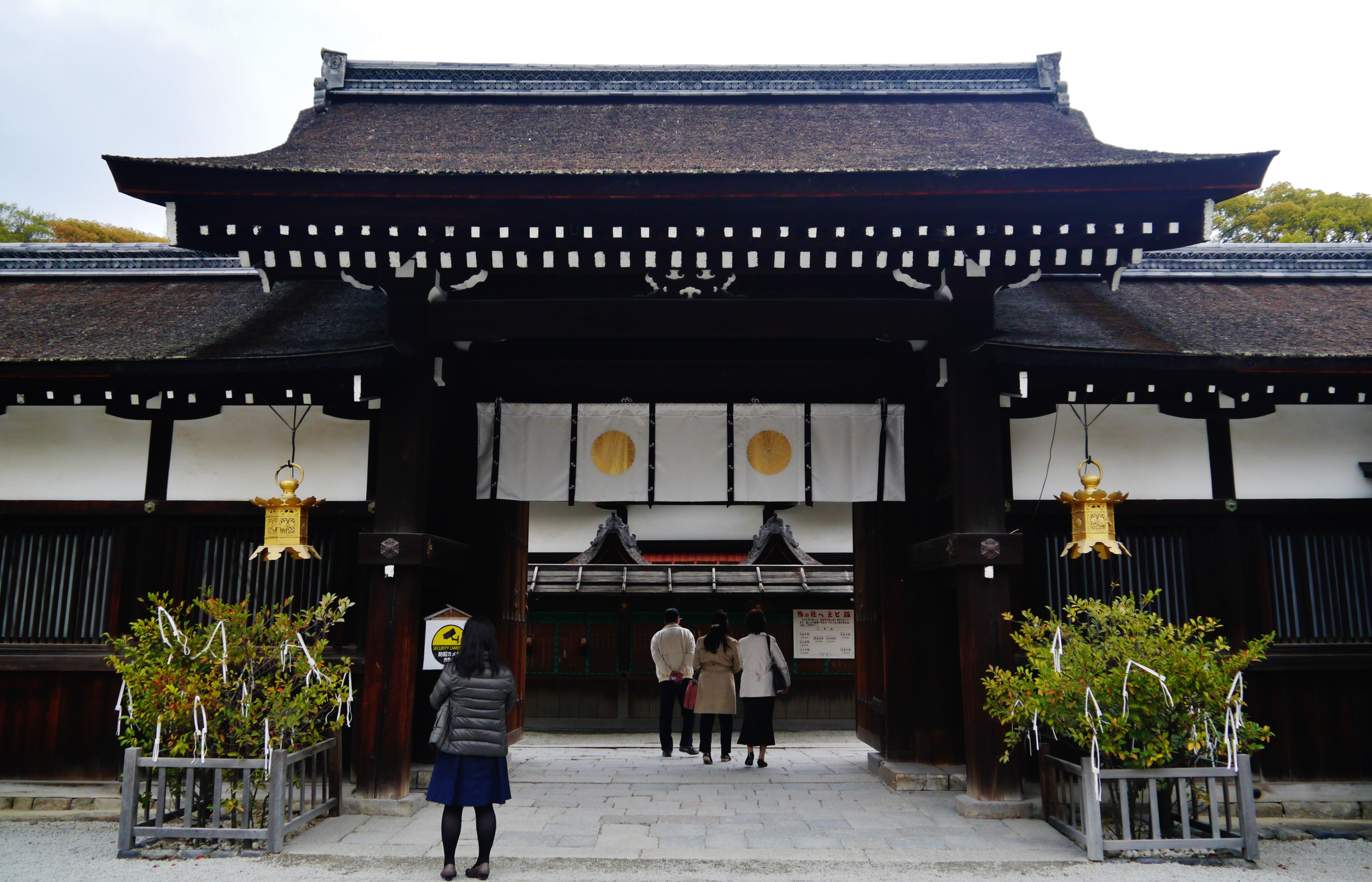
Sanctuaire Shimogamo
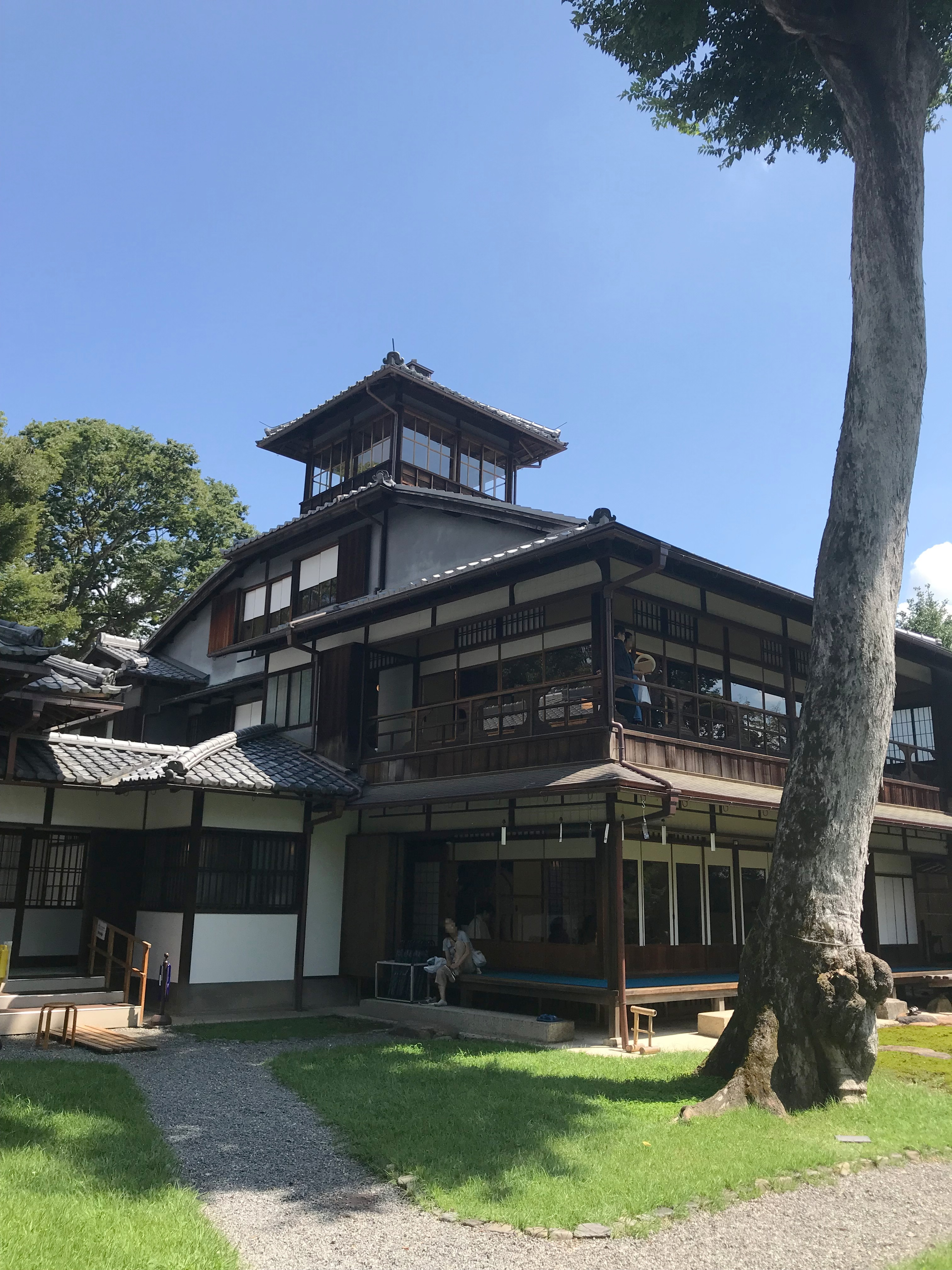
Ancienne résidence de la famille Mitsui
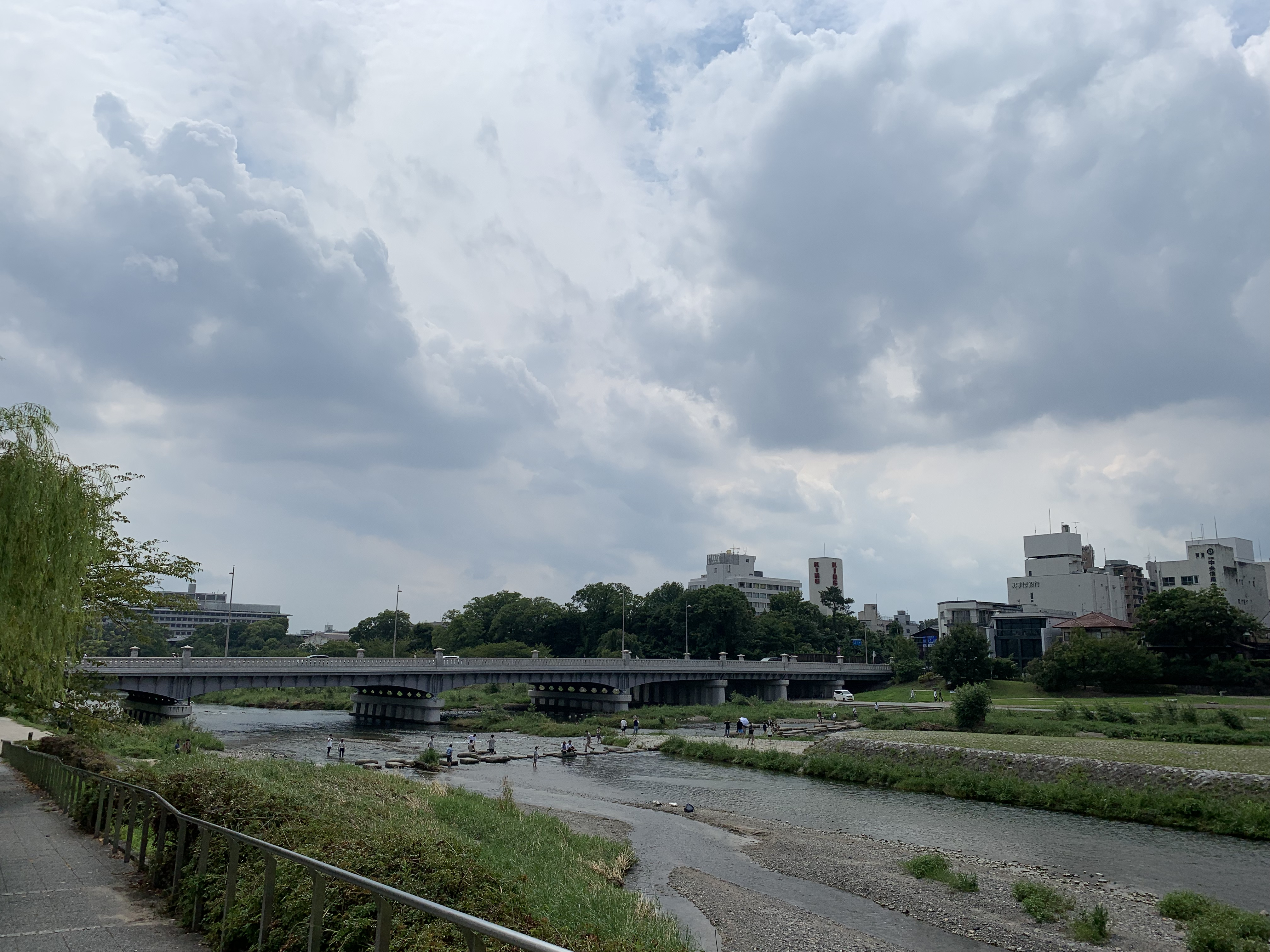
Parc du fleuve Kamo (à droite)